# Донской, Семён Николаевич
Семён Николаевич Донской — I (1893, Мальжегарский наслег, Нюрбинский улус, Якутская Область — 1938, Бутырская тюрьма, Москва) — видный государственный деятель Якутской АССР, участник установления Советской власти в Якутии и основания Якутской Автономной Советской Социалистической Республики.

## Биография
Донской Семен Николаевич-I родился 10 декабря (22 декабря по новому стилю) 1893 года в Мальжегарском наслеге Нюрбинского улуса.
С восьми лет был направлен на учёбу в Якутское духовное училище. После четырёх лет учёбы был отчислен из училища. Проучившись год в фельдшерской школе, вернулся домой в Нюрбинский улус. Начал самостоятельно готовиться к экзаменам на аттестат зрелости, брал уроки у политссыльного Станиславского М. Г.
В годы учёбы в городе Якутске, в 1907—1910 годах, С. Н. Донской-I состоял в кружках руководимых политссыльными. С 1910 года в течение пяти лет С. Н. Донской работал учителем Эльгяйской, Шеинской сельских школ Вилюйского округа.
В 1915 году собранием родоначальников Нюрбинского улуса был избран улусным головой, прослужил на этой должности до 1917 года. В 1917 году избирают председателем улусного Комитета общественной безопасности — временного органа государственной власти в Якутской Губернии в период после Февральской революции 1917 года до установления советской власти в Якутске в 1920 году. Постановлением 1-го Вилюйского уездного собрания в 1918 году был утвержден председателем Вилюйской уездной земской управы, после ликвидации земства некоторое время работал делопроизводителем, заведующим земельным отделом Вилюйского уездного ревкома. В 1921 году был назначен членом коллегии, затем заведующим Якутского губземотдела. Избирался членом Якутского губревкома, председателем общества «Манчаары». С 1923 года — кандидат в члены ВКП(б), принят в партию в 1927 году.
Постановлением пленума Якутского ОК РКП(б) в сентябре 1923 г. С. Н. Донской 1 был утвержден наркомом торговли и промышленности, а в декабре наркомом земледелия ЯАССР, одновременно избирался заместителем председателя СНК, временно исполняющий должность председателя ЯЦИК ЯАССР. С февраля 1925 г. назначается представителем ЯАССР при ВЦИК. В 1926 г. был переведен директором Якутторга. В 1929 г. был снят с работы в Якутторге и назначен членом Госплана. С 1931 г. по 1937 г. работает в Московском отделении Якутского книжного издательства.
С. Н. Донской-I в 1921—1922 гг. являлся членом комиссии по вопросам автономии ЯАССР. В 1923 г. был избран делегатом ЦИК СССР, ВЦИК и Якутского ЦИК. В последние годы занимался переводом учебников на якутский язык, автор «Русско-якутского словаря».

## Репрессии
В 1929 г. С. Н. Донской-I будучи директором Якутторга был арестован ОГПУ по сфабрикованному обвинению за якобы «экономическое преступление», заключен в тюрьму. Уголовная судебная коллегия Главсуда ЯАССР 4 сентября 1930 г. приговорил «как особо социального опасного» к высшей мере наказания — расстрелу с конфискацией имущества. Кассационная комиссия по уголовным делам Верховного Суда РСФСР 05.09.30 г. оправдала С. Н. Донского-1 и освободила его из-под стражи.
В 1938 г. был арестован в г. Москве по обвинению в участии в «троцкистском буржуазно-националистическом заговоре» и «диверсионно-вредительской работе в народном хозяйстве Якутии». Допросы с избиениями продолжались более трех месяцев, пока 5 июня 1938 г. С. Н. Донской-I не скончался в тюрьме.